# Shigeo Suzuki
Shigeo Suzuki ((jap. 鈴木 茂男, Suzuki Shigeo, 1940) is een Japanse jazzmuzikant (saxofoon, klarinet, fluit).

## Biografie
Shigeo Suzuki was vanaf begin jaren 1960 actief in het Japanse jazzcircuit. Zijn belangrijkste instrument was de altsaxofoon. In 1961 werden de eerste opnamen (Karuizawa Music Inn) gemaakt met een band, waarin o.a Sadao Watanabe, Akira Miyazawa, Tadayuki Harada, Norio Maeda, Tatsuro Takimoto en Takeshi Inomata speelden. Hij werkte de volgende jaren o.a. met Helen Merrill (In Japan, 1963), Toshiko Akiyoshi, Takeshi Inomata & His West Liners, Hiroshi Suzuki en met Terumasa Hino. In de jaren 1970 en 1980 werkte hij aan opnamen van Sadakazu Tabata & Groovy 11, als lid van Toshiyuki Miyama's big band New Herd met Charles Mingus (Charles Mingus met Orchestra 1971). Suzuki speelde ook met Masabumi Kikuchi/Gil Evans (1972), Masahiko Togashi, Jimmy Takeuchi, Yūji Takahashi, Yumi Matsutoya, Takeo Yamashita, Yoshimasa Kasai & His New Orleans Jass Band en met de rockband Southern All Stars. Hij werkte ook met zijn eigen formaties. In zijn sextet speelden o.a. Hiroshi Suzuki (trombone), Ichiro Mimori (saxofoon) en Masabumi Kikuchi. Hij presenteerde het album Brisa (BMG/SONY) onder zijn eigen naam. Op het gebied van jazz vermeldt Tom Lord hem in 34 opnamesessies tussen 1961 en 1984, meest recentelijk met Martha Miyake (Sentimental Journey/Route 66).